# Ford C series
 (septembre 2022).

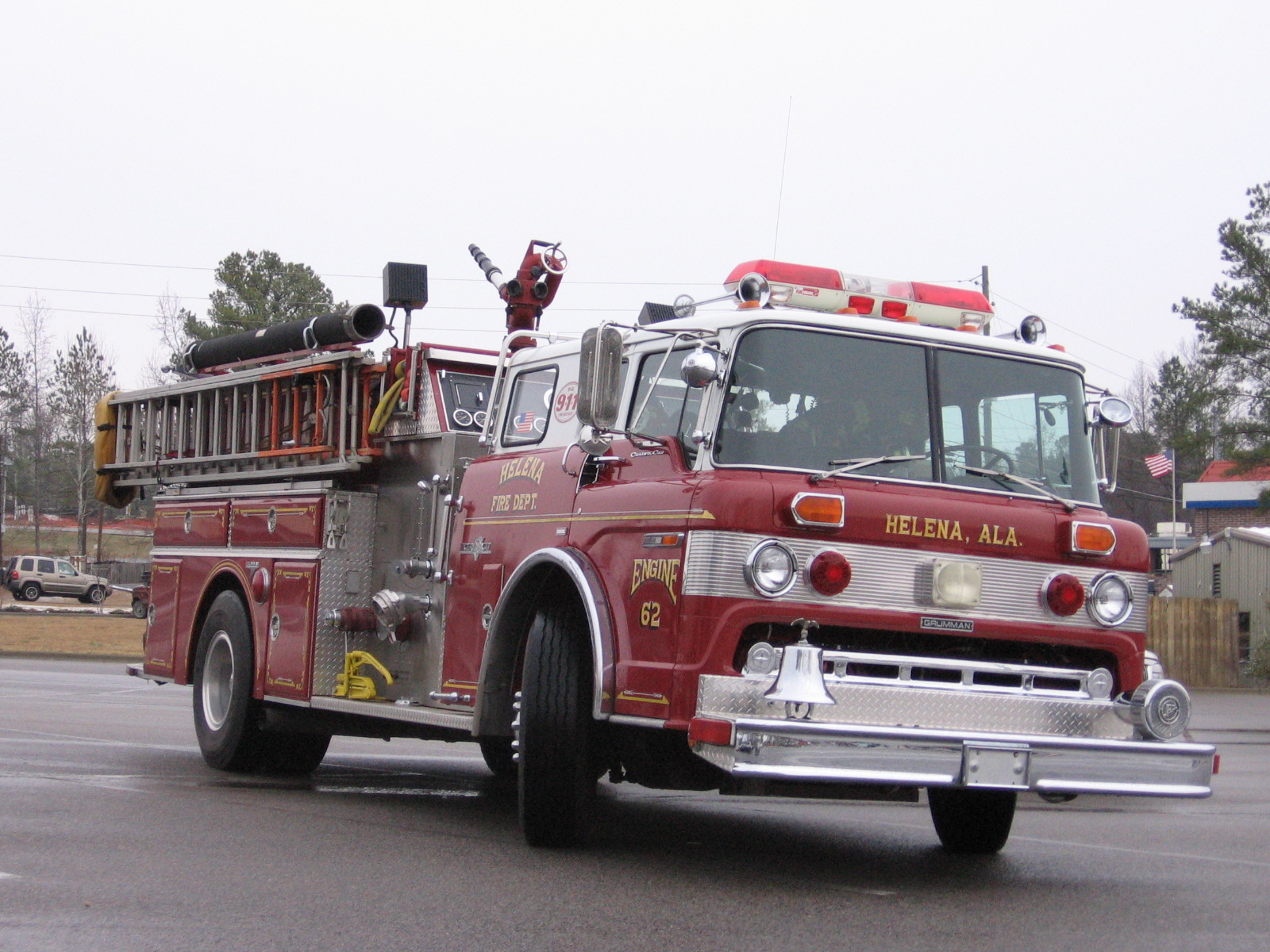
Ford C-Series du service d'incendie d'Helena (Alabama) en 1990.

Le Ford C-Series est une gamme de camions assemblés par Ford entre 1957 et 1990. Premier camion à cabine sur moteur (cab over) avec une cabine inclinable produit par Ford, le C-Series a remplacé la variante C-Series COE du Ford F-Series, produit depuis 1948. Produit à la fois en tant que camion porteur/rigide et en tant que tracteur, une large gamme de versions du C-Series a été produite, allant du poids nominal brut du véhicule de catégorie 5 à catégorie 8. Le C-Series a également été utilisé comme base pour la production d'appareils de lutte contre l'incendie.
Produit pendant 33 ans presque inchangé (à l'exception de son groupe motopropulseur), le C-Series était le camion commercial produit pendant le plus longtemps en Amérique du Nord au moment de son retrait; seuls le Mack R series (39 ans) et le Kenworth W900 (59 ans) sont restés en production plus longtemps. En 1986, Ford a commencé à progressivement introduire le Ford Cargo en Amérique du Nord, remplaçant le C-Series après l'année modèle 1990.

## C-Series COE (1948-1956)
À l'instar d'autres constructeurs automobiles qui construisaient des camions à cabine sur moteur avant les années 1960, les premiers camions Ford C-Series étaient des camions en forme de «casque», ces camions à cabine avancée partageaient des composants avec des pick-ups (le F-Series, dans ce cas). De 1948 à 1952, ils étaient simplement des versions à cabine sur moteur des F-5, F-6, F-7 et F-8. En 1953, ils ont été redésignés C-Series, mais sont restés en grande partie des pick-ups F-Series modifiés.
Les modèles étaient les C-500, C-600, C-700, C-750, C-800, C-850 et C-900. Comme le F-900, le C-900 incluait également un modèle "Big Job". Les camions à moteur diesel incluaient un zéro supplémentaire dans les désignations de modèle (c'est-à-dire C-8000 ou C-9000).

## Historique de la conception

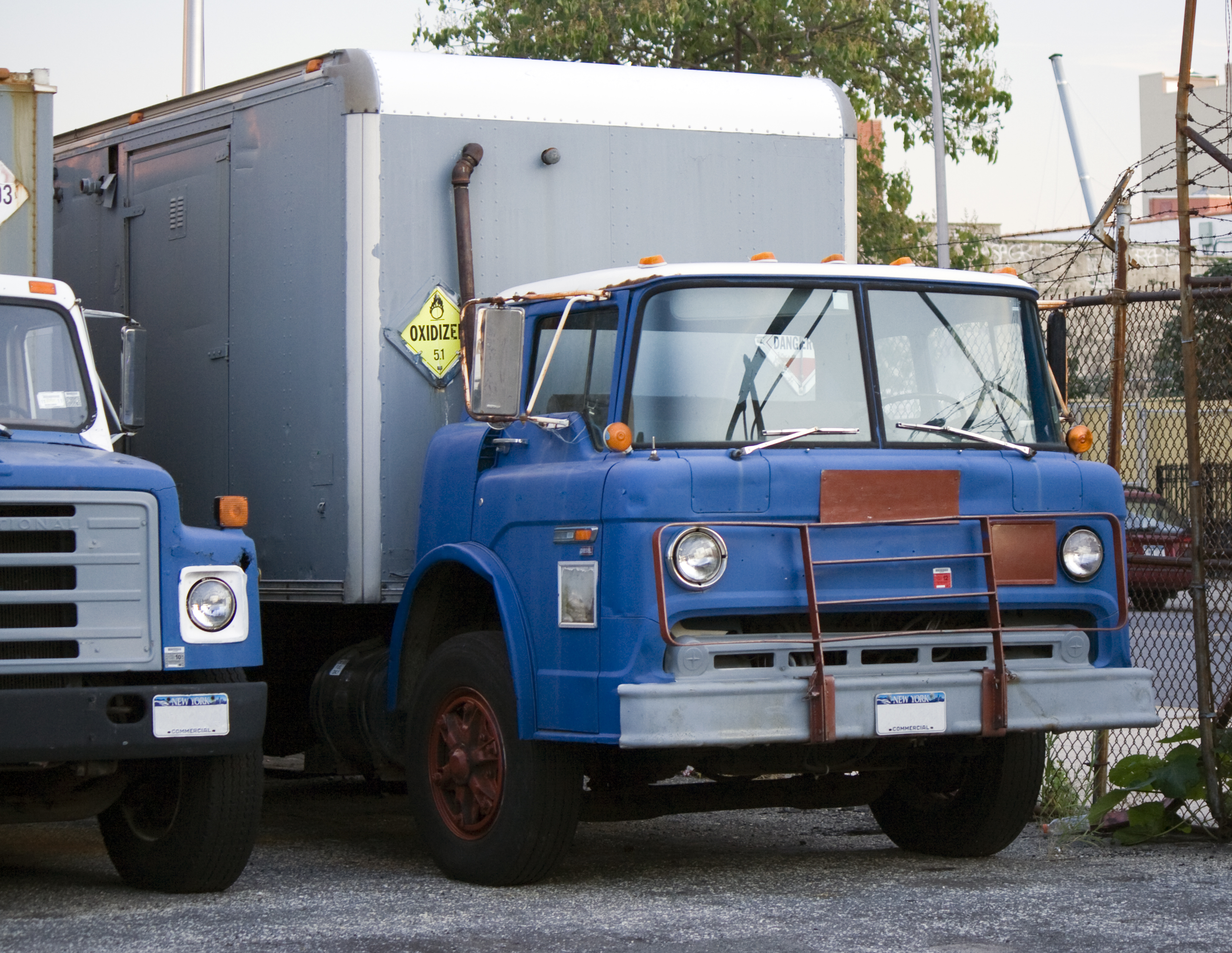
Ford C-800, modèle de 1986

Lorsque Ford a commencé à aligner ses véhicules en 1957, ils ont finalement donné aux cabines leurs propres conceptions distinctes du reste de la gamme des pick-ups de Ford. Il comportait une petite calandre près du pare-chocs avant, avec un emblème d'étoile à quatre branches à chaque extrémité, le mot "F O R D" épelé sous le pare-brise et avait un emblème de crête de rouage et de foudre entre les phares. Des variantes de cet emblème ont été trouvées sur de nombreux autres camions de Ford dans les années 1950 et 1960. Le C-Series a conservé ce logo le plus longtemps.

### Mises à jour de la conception
À la manière de la Checker Marathon ou de la Volkswagen Coccinelle, les modifications apportées tout au long de la production des camions C-Series ont été très subtiles. Si quelque part, bon nombre de ces changements étaient identifiables par les changements des badges et des insignes du capot. Entre 1958 et 1960, le C-Series utilisait un carénage à quatre phares. Cela était utile pour les services de pompiers, qui souhaitaient utiliser les deux phares supplémentaires pour les gyrophares, une option exclusivement offerte aux pompiers, et à d'autres véhicules d'urgence, après 1960. En 1961, Ford est revenu à une conception à deux phares; le C-Series à cabine standard ressemblait beaucoup à la version de 1957. Un nouveau modèle, le Super Duty, a été ajouté. Une autre option comprenait une petite cabine couchette.

#### 1963-1990
En 1963, le C-Series a été mis à jour avec les mêmes insignes de capot que ceux utilisés par le reste de la gamme des camions moyens et lourds. Le logo avait le mot FORD au-dessus d'un trapèze avec la désignation du numéro de modèle. Cet insigne a été utilisé jusqu'en 1967,. Toujours en 1963, Ford a introduit les versions diesel du C-Series, ainsi que le N-Series et le F-Series à usage intensif.
En 1968, la réglementation fédérale exigeait que tous les constructeurs automobiles ajoutent des réflecteurs ou des feux latéraux, que Ford a pu ajouter sur le nouvel insigne de capot utilisé sur le F-Series depuis 1967. La même année, Ford a également décidé d'ajouter cet insigne sur les portes du C-Series. Contrairement au Ford F-Series, qui les a supprimés en 1973, le C-Series les conservera jusqu'à la fin de la production en 1990. Après 1972, la version Mercury canadienne du C-Series a été abandonnée, devenant le dernier camion de Mercury jusqu'au Mercury Villager de 1993.
L'année 1974 a été la dernière pour l'écusson de crête de rouage et de foudre qui ornait depuis le début l'avant des camions C-Series, et d'autres camions Ford depuis les années 1950. Dans les années 1980, Ford a commencé à ajouter le logo Ovale Bleu à tous ses modèles; il a été ajouté sur le C-Series en 1984.
En 1981, le Ford Cargo a été introduit par Ford Grande-Bretagne comme étant sa plus grande gamme de camions. En 1986, Ford a commencé à vendre le Cargo en Amérique du Nord, en s'approvisionnant en production auprès de Ford Brésil. Alors que le Cargo était en grande partie destiné à remplacer le C-Series, la popularité du C-Series dans des applications de niche a conduit à la commercialisation simultanée des deux gammes de modèles jusqu'à la fin des années 1980.
Après 33 années modèles avec seulement des changements mineurs, les derniers camions C-Series ont été construits en 1990. En 1997, l'importation du Cargo a pris fin, car Ford a vendu les droits de la gamme de modèles (avec ceux du Ford Louisville/Aeromax) à Freightliner.

## Groupe motopropulseur

### Moteurs essence[6]
- Six cylindres en ligne 300 de Ford de 300 pouces cubes (4,9 L)
- V8 Super Duty 401, 477 et 534 de Ford
- 1957-1963 : Y-Block 292 et 292HD de Ford
- 1964-1978 : V8 FT 330MD/HD, 359XD, 361 et 389XD de Ford de 391 pouces cubes
- 1957-1963 : V8 Y-Block 302 de Lincoln de 332 pouces cubes
- 1979-1990 : Moteur commercial 370 de Ford de 429 pouces cubes

Des années modèles 1957 à 1963, les Ford C-Series les plus cotés (C-750 / 800 / 900) avaient le moteur V8 Y-Block de Lincoln en option ou en équipement standard[réf. nécessaire].

### Moteurs diesel[6]
- V8 1160/3208 de Caterpillar
- Six cylindres en ligne N-Series de Cummins
- Six cylindres en ligne C8.3 de Cummins
- Six cylindres en ligne 6.6L et 7.8L de Ford
- V8 "Fuel Pincher" de 8,2 L de Detroit Diesel

## Ford H-Series (1961-1966)
En 1961, Ford a introduit une variante du C-Series afin de se lancer sur le marché des cabines sur moteur de catégorie 8. Baptisée H-Series, cette version plaçait la cabine beaucoup plus haut sur le châssis; au lieu d'être placé sous le siège conducteur, l'essieu avant a été déplacé vers l'avant, directement sous le conducteur. Avec le placement plus élevé de la cabine, de l'espace était disponible pour une plus grande calandre, partagée avec les camions conventionnels N-Series. Les découpes de la cabine pour les roues avant du C-Series ont été transformées en coffres à outils et en espace pour les bagages sous le plancher. Avec l'apparence empilée du H-Series, il a rapidement gagné le surnom de "Two Story Falcon",. Les camions HD-Series, avec les moteurs diesel N-Series de Cummins, ont été les premiers camions diesel de Ford.
Le "Two Story Falcon" a duré jusqu'en 1966, date à laquelle il a été remplacé par le camion à cabine sur moteur W-Series.

## Utilisation par d'autres fabricants
Certains historiens ont appelé à tort la cabine inclinable de Ford sous le nom de "Budd", ce qui implique qu'il s'agissait d'un article standard accessible à tous. Cependant, la cabine du C-Series a été conçue par Ford, usinée à ses propres frais et construite par la Budd Company selon les spécifications de la Ford Motor Company. Les autres constructeurs de camions devaient obtenir l'approbation de Ford avant de l'acheter. L'exception était Mack, qui a acheté la plupart des principaux emboutis de cabine à Budd et les a assemblés lui-même sur un plancher de sa propre conception. Au Canada, le Ford "C" avait un jumeau identique - le Mercury "M"-Series offert de 1957 à 1972.
Au moins quatre constructeurs de camions ont utilisé la cabine inclinable du C-Series de Ford. Le plus connu était le sosie Mack Model "N", qui était produit entre 1958 et 1962. La Four-Wheel-Drive Auto Company a utilisé des cabines de Ford "C" qui portaient les emblèmes FWD, et Yankee-Walter a utilisé des composants de la cabine du C-Series sur certains de ses gros camions utilisés en cas d'accident d'aéroport. Au Canada, le fabricant de camions de pompiers Thibault, de Pierreville, au Québec, a également utilisé des pièces du C-Series pour ses camions Custom (c'est-à-dire des châssis non commerciaux).